# エキサイティングプロレス3
エキサイティングプロレス3 は、プロレスを題材としたテレビゲーム『エキサイティングプロレス』シリーズの3作目。製作会社はユークス。
2002年1月24日に初のPlayStation 2用ゲームソフトとして発売された。
PlayStation 2では初となるエキプロシリーズではあるが、最大の難点は容量。4173KBもメモリーを使う。ほぼ空っぽのメモリーで無いとセーブ出来ない。
看板であるツアーモードを廃止し、短編のストーリーモードにした。タッグかシングルかを選び、PPVまで戦い抜くモード。
欧米では“Smackdown!Just Bring It!”として発売された。